# Cerkiew Opieki Matki Bożej w Kłokowicach
Cerkiew pod wezwaniem Opieki Matki Bożej – drewniana prawosławna cerkiew parafialna w Kłokowicach. Należy do dekanatu Przemyśl diecezji przemysko-gorlickiej Polskiego Autokefalicznego Kościoła Prawosławnego.
Dawna świątynia greckokatolicka, do czasu II wojny światowej należała do dekanatu niżankowskiego.
Zbudowana na miejscu starszej, drewnianej cerkwi w latach 1856–1860, odnowiona w 1903. Obok świątyni znajduje się drewniana XIX-wieczna dzwonnica.
Od 1968 cerkiew służy restytuowanej parafii prawosławnej.
Na podstawie ustawy z dnia 17 grudnia 2009 o uregulowaniu stanu prawnego niektórych nieruchomości pozostających we władaniu Polskiego Autokefalicznego Kościoła Prawosławnego cerkiew stała się wyłączną własnością tego Kościoła.

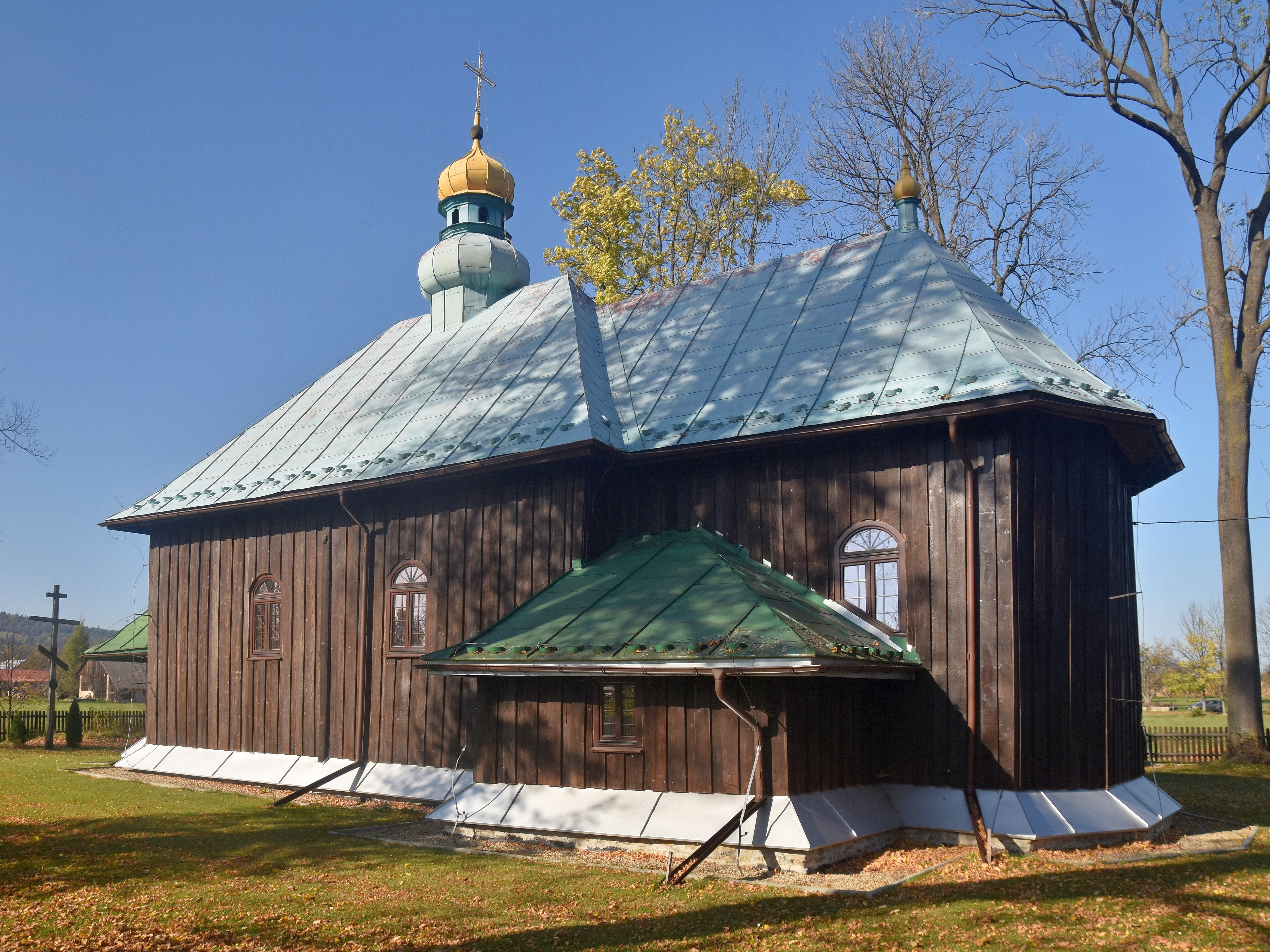
Widok od prezbiterium
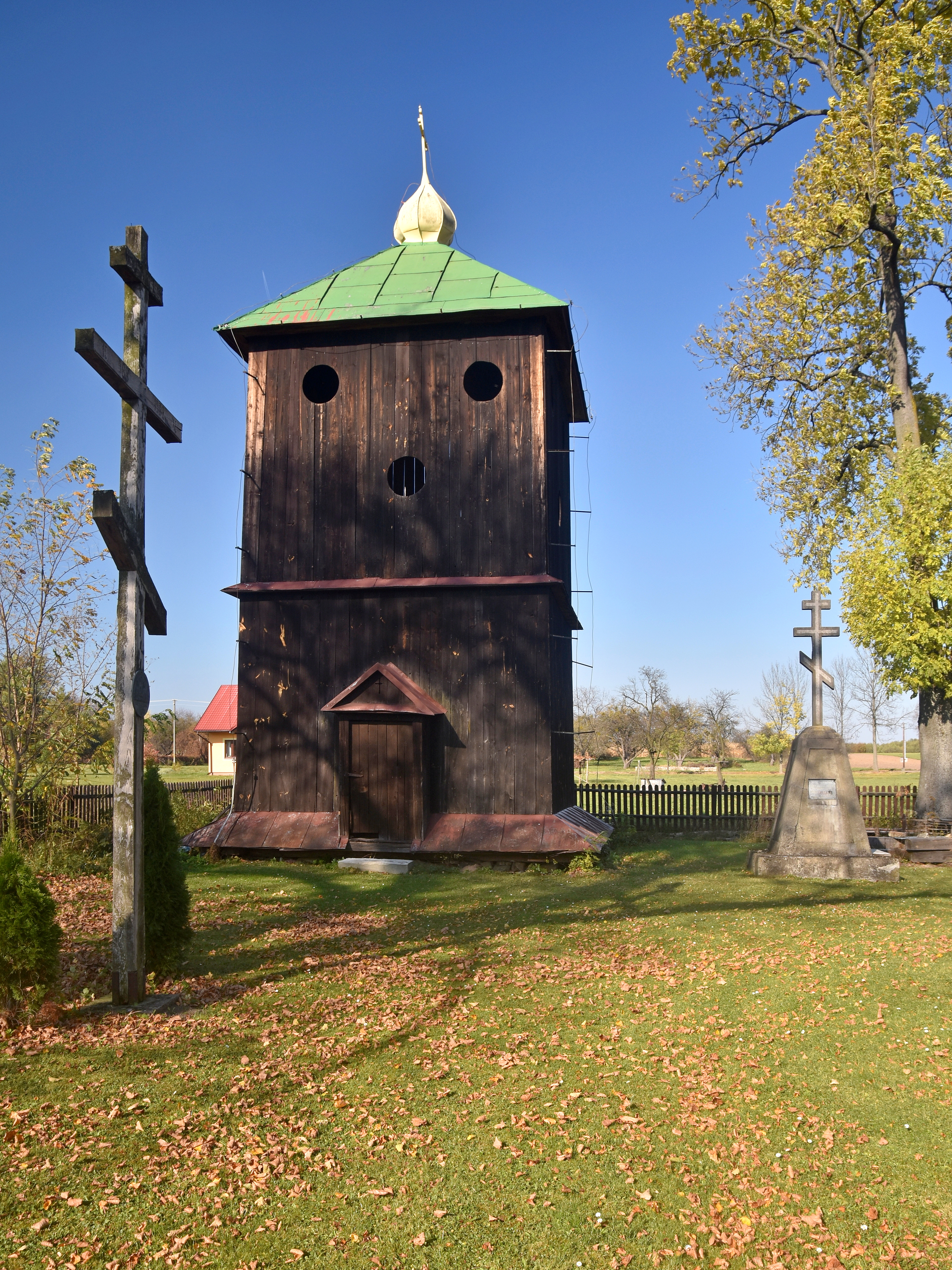
Dzwonnica
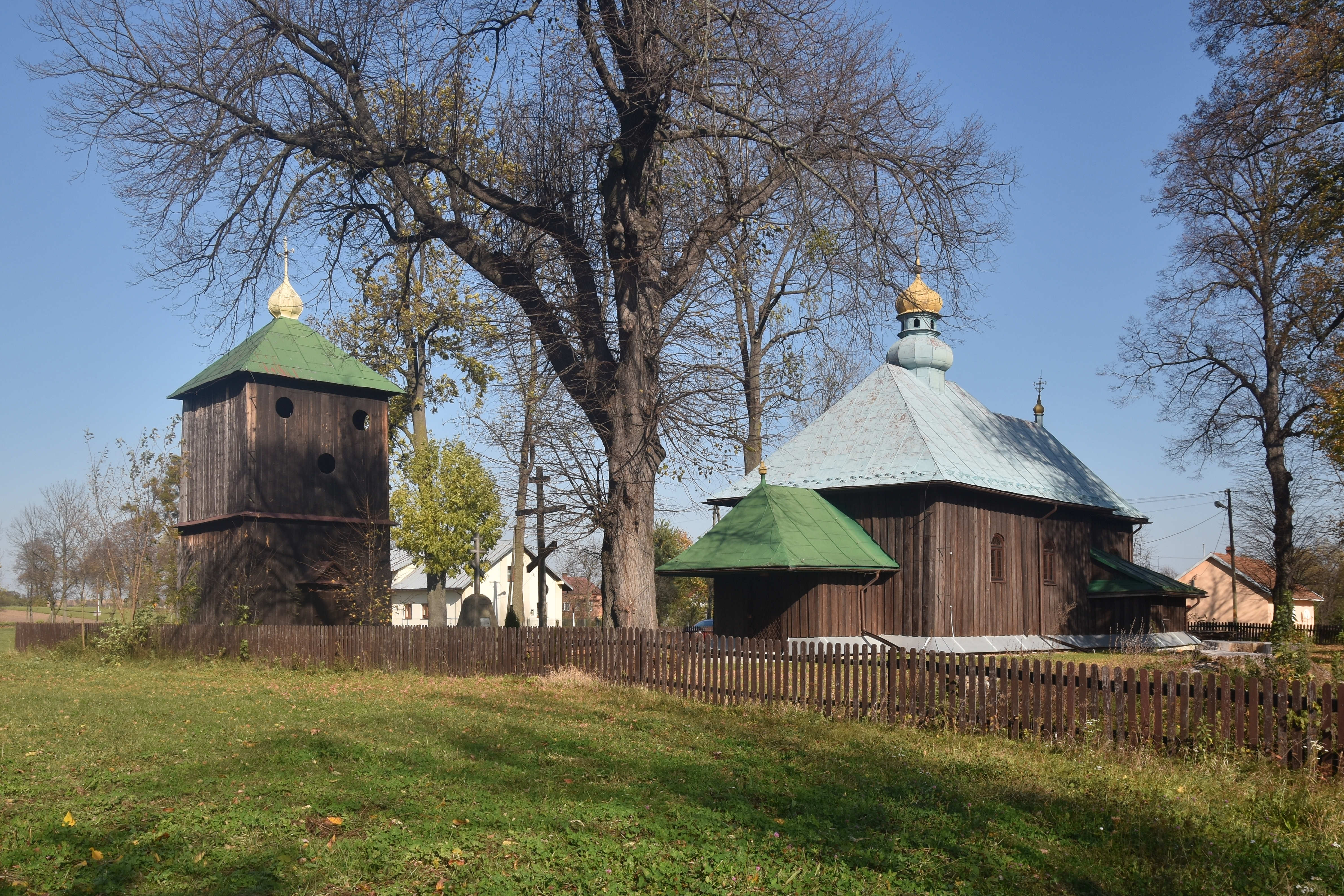
Widok ogólny

W 2. dekadzie XXI w. przeprowadzono częściowy remont cerkwi, m.in. umocniono fundamenty, wymieniono podwaliny, część oszalowania i elementów blaszanych, zaimpregnowano ściany. Planowane są dalsze prace, w tym wymiana dachu.
Cerkiew i dzwonnicę wpisano do rejestru zabytków 22 października 1990 pod nr A-373.